# مردان ساده
مردان ساده (انگلیسی: Simple Men) یک فیلم در ژانر کمدی-درام به کارگردانی هال هارتلی است که در سال ۱۹۹۲ منتشر شد.

## بازیگران
- رابرت جان برک
- بیل سیج
- الینا لوونسن
- مارتین دونوان
- هالی ماری کمبس
- دامیان یانگ